# آلبرت مک فرسون
آلبرت مک فرسون (انگلیسی: Albert McPherson; ۸ ژوئیهٔ ۱۹۲۷ – ۱۱ ژانویهٔ ۲۰۱۵) بازیکن فوتبال اهل بریتانیا بود.
از باشگاه‌هایی که در آن بازی کرده‌است می‌توان به باشگاه فوتبال رویال انجینیرز، باشگاه فوتبال استالی‌بریج سلتیک، باشگاه فوتبال بری، و باشگاه فوتبال والسال اشاره کرد.